# Матурин, Беннедикт
Беннедикт Ричард Филдер Матурин (англ. Bennedict Richard Felder Mathurin; род. 19 июня 2002, Монреаль, Квебек) — канадский профессиональный баскетболист клуба НБА «Индиана Пэйсерс». Он играл в баскетбол в колледже за команду «Аризона Уайлдкэтс», где был включён во вторую всеамериканская сборную NCAA и был признан игроком года в конференции Pac-12 после второго своего сезона. Он был выбран «Пэйсерс» под шестым номером на драфте НБА 2022 года. В 2023 году он был включен в сборную новичков НБА и занял четвёртое место в голосовании за награду «Новичок года НБА».

## Ранние годы
Матурин родился в Монреале, Квебек, и вырос, играя в хоккей и футбол в качестве квотербека. Он выступал за баскетбольную команду провинции Квебек. В 2018 году Матурин присоединился к Академии НБА Латинской Америки в Мехико, став её первым игроком канадского происхождения. Он решил играть в студенческий баскетбол за «Аризону», отказав «Бэйлору». По мнению North Pole Hoops, он был лучшим канадским проспектом в своём классе.

## Карьера в колледже
2 января 2021 года Матурин набрал 24 очка и 11 подборов в победной игре над «Вашингтона» (86:82). 14 января он набрал 31 очко и 8 подборов в победном матче против «Орегон Стэйт» (98:64). Матурин набирал в среднем 10,8 очка, 4,8 подбора и 1,2 передачи за игру, реализуя 41,8 процента трехочковых. Несмотря на то, что он вызвал интерес в качестве перспективного драфта, он решил остаться на второй сезон. 11 декабря 2021 года Матурин набрал 30 очков в победной игре над «Иллинойсом» (83:79). Матурин стал самым выдающимся игроком турнира Pac-12 2022 года после того, как привел «Уайлдкэтс» к их восьмому титулу конференции. Он был назван игроком года Pac-12, став девятым игроком в истории «Аризоны», сделавшим это.. После второго сезона Матурин был включён во вторую всеамериканской сборную, став пятым игроком «Уайлдкэтс», вошедшим во вторую, и тридцатым игроком в общем в истории колледжа.
14 апреля 2022 года Матурин подал заявку на участие на драфте НБА 2022 года, отказавшись от оставшегося права на поступление в колледж.

## Карьера в НБА

### «Индиана Пэйсерс» (2022—н.в.)

#### Сезон 2022/2023: 1-я сборная новичков НБА
Матурин был выбран под шестым номером командой «Индиана Пэйсерс» на драфте НБА 2022 года. Он первый игрок из Монреаля, которого выбрали на драфте. Он и Шейдон Шарп стали единственными канадцами, выбранные в первом раунде драфта того года. Матурин стал наивысшим выбором «Пэйсерс» с тех пор, как Рик Смитс был выбран вторым в общем зачете на драфте НБА 1988 года. 3 июля 2022 года Матурин подписал контракт новичка с «Индиана». 8 июля он дебютировал в Летней лиге НБА, набрав 23 очка и 4 подбора в победной игре над «Шарлотт Хорнетс» (96:84). Десять дней спустя Матурин был включен во вторую сборную Летней лиги, набирая в среднем 19,3 очка, 4 подбора и 1,3 перехвата за игру.
19 октября Матурин дебютировал в регулярном сезоне, выйдя со скамейки запасных и набрав 19 очков в проигрышной игре против «Вашингтон Уизардс» (107:114). В дальнейшем он набрал 26 очков против Джереми Сочана и «Сан-Антонио Спёрс» 21 октября и 27 очков против Джейдена Айви и «Детройт Пистонс» 22 октября. Его 72 очка в первых трех играх сезона были максимальным показателем для новичка с тех пор, как Джерри Стэкхаус набрал 76 очков в начале сезона 1995/1996. 26 октября он стал первым игроком «Пэйсерс», набравшим более 100 очков в своих первых пяти играх в карьере. 29 октября Матурин установил рекорд в карьере, набрав 32 очка и 5 подборов в победной игре над «Бруклин Нетс» (125:116). 9 ноября Матурин набрал 30 очков при 10 из 17 бросков с игры в проигрышном матче против «Денвер Наггетс». 1 декабря Матурин был назван Новичком месяца Восточной конференции, набирая в среднем 19,2 очка, 4 подбора и с реализацией 40,3% трехочковых бросков.
31 января 2023 года Матурин вместе с товарищем по команде-новичком Эндрю Нембхардом попали в состав на Матч восходящих звёзд НБА 2023 года. 13 февраля, набрав 21 очко в матче против «Юта Джаз», Матурин стал самым быстрым новичком «Пэйсер» со времен Чака Персона в сезоне 1986/1987, который набрал 1000 очков за карьеру. Когда «Пэйсерс» выбыли из битвы за плей-офф, Матурин стал игроком стартового состава в последних 10 играх своего сезона новичка. 28 марта, в стартовом составе против «Милуоки Бакс», он набрал 29 очков и сделал рекордные в карьере 9 подборов, обогнав своего товарища по команде Криса Дуарте по количеству трехочковых, забитых новичком в истории «Пэйсерс». В конце сезона он занял четвертое место в голосовании за премию «Новичок года НБА» и попал в первую сборную новичков НБА.

#### Сезон 2023/2024
Перед началом сезона 2023/2024 Мэтьюрин был повышен до позиции стартового атакующего защитника, играя на пару с Тайризом Халибертоном. 8 ноября 2023 года Матурин набрал 22 очка, 9 подборов, 4 передачи, 2 перехвата, а также реализовал 4 трёхочковых броска в победной игре над «Юта Джаз». 9 ноября, на следующий день, он набрал 26 очков, а также 11 подборов, перехват и блок-шот в победном матче против «Милуоки Бакс».
Матурин был назван самым ценным игроком турнира Матча восходящих звёзд НБА 2024 года (в рамках звёздного уикенда НБА), который проходил в Индианаполисе.

#### Сезон 2024/2025
19 октября 2024 года «Пэйсерс» активировали опцию команды и продлили контракт Матурина на четвертый сезон. 10 ноября 2024 года Матурин набрал максимальные за карьеру 38 очков, реализовав 7 из 8 трехочковых бросков в матче с «Нью-Йорк Никс» (132:121). Он и Тайриз Халибертон стали первым дуэтом, набравшим по 35 очков и более за одну игру в истории «Пэйсерс».
20 марта 2025 года Матюрин набрал 28 очков и собрал рекордные в карьере 16 подборов в победе над «Бруклин Нетс». 29 мая он набрал 23 очка и 9 подборов в проигранной в пятой игре игре против «Нью-Йорк Никс» в финале Восточной конференции. В конечном итоге «Пэйсерс» выиграли серию, пройдя в финал НБА 2025 года. 11 июня Матюрин набрал рекордные в карьере 27 очков в плей-офф всего за 22 минуты, выйдя со скамейки запасных в третьей игре, в победе со счетом 116–107 над «Оклахомой-Сити Тандер», что помогло «Пэйсерс» выйти вперед в серии со счетом 2–1.

## Карьера за сборную
В 2021 году Матурин играл за сборную Канады на Чемпионате мира по баскетболу среди юношей до 19 лет в Латвии, после того, как его исключили из олимпийской сборной. 4 июля он набрал рекордные для команды 30 очков, реализовав 11 из 15 с игры и 6 из 9 с трехочковой дистанции, в победной игре групповой стадии против Японии (100:75). Неделю спустя Матурин набрал 31 очко и привёл Канаду к победе со счетом 101:92 над Сербией в игре за третье место и завоеванию бронзовых медалей. В турнире он набирал в среднем 16,1 очка и 4 подбора за игру.

## Статистика

### Статистика в НБА
| Сезон                                                                                    | Команда | Регулярный сезон | Регулярный сезон | Регулярный сезон | Регулярный сезон | Регулярный сезон | Регулярный сезон | Регулярный сезон | Регулярный сезон | Регулярный сезон | Регулярный сезон | Регулярный сезон | Серия плей-офф | Серия плей-офф | Серия плей-офф | Серия плей-офф | Серия плей-офф | Серия плей-офф | Серия плей-офф | Серия плей-офф | Серия плей-офф | Серия плей-офф | Серия плей-офф |
| Сезон                                                                                    | Команда | GP               | GS               | MPG              | FG%              | 3P%              | FT%              | RPG              | APG              | SPG              | BPG              | PPG              | GP             | GS             | MPG            | FG%            | 3P%            | FT%            | RPG            | APG            | SPG            | BPG            | PPG            |
| ---------------------------------------------------------------------------------------- | ------- | ---------------- | ---------------- | ---------------- | ---------------- | ---------------- | ---------------- | ---------------- | ---------------- | ---------------- | ---------------- | ---------------- | -------------- | -------------- | -------------- | -------------- | -------------- | -------------- | -------------- | -------------- | -------------- | -------------- | -------------- |
| 2022/23                                                                                  | Индиана | 78               | 17               | 28,5             | 43,4             | 32,3             | 82,8             | 4,1              | 1,5              | 0,6              | 0,2              | 16,7             | Не участвовал  | Не участвовал  | Не участвовал  | Не участвовал  | Не участвовал  | Не участвовал  | Не участвовал  | Не участвовал  | Не участвовал  | Не участвовал  | Не участвовал  |
| 2023/24                                                                                  | Индиана | 59               | 19               | 26,1             | 44,6             | 37,4             | 82,1             | 4,0              | 2,0              | 0,6              | 0,2              | 14,5             | Не участвовал  | Не участвовал  | Не участвовал  | Не участвовал  | Не участвовал  | Не участвовал  | Не участвовал  | Не участвовал  | Не участвовал  | Не участвовал  | Не участвовал  |
|                                                                                          | Всего   | 137              | 36               | 27,5             | 43,9             | 34,4             | 82,6             | 4,0              | 1,7              | 0,6              | 0,2              | 15,8             | Не участвовал  | Не участвовал  | Не участвовал  | Не участвовал  | Не участвовал  | Не участвовал  | Не участвовал  | Не участвовал  | Не участвовал  | Не участвовал  | Не участвовал  |
| Наведите курсор мыши на аббревиатуры в заголовке таблицы, чтобы прочесть их расшифровку. |         |                  |                  |                  |                  |                  |                  |                  |                  |                  |                  |                  |                |                |                |                |                |                |                |                |                |                |                |

### Статистика в NCAA
| Сезон | Команда | Conf   | Class | GP | GS | MPG  | FG%  | 3P%  | FT%  | RPG | APG | SPG | BPG | PPG  |
| --- | ------- | ------ | ----- | -- | -- | ---- | ---- | ---- | ---- | --- | --- | --- | --- | ---- |
| 2020/21 | Аризона | Pac-12 | FR    | 26 | 12 | 25,0 | 47,1 | 41,8 | 84,6 | 4,8 | 1,2 | 0,7 | 0,1 | 10,8 |
| 2021/22 | Аризона | Pac-12 | SO    | 37 | 37 | 32,5 | 45,0 | 36,9 | 76,4 | 5,6 | 2,5 | 1,0 | 0,3 | 17,7 |
| Всего | Всего   | Всего  | Всего | 63 | 49 | 29,4 | 45,6 | 38,3 | 78,9 | 5,3 | 2,0 | 0,9 | 0,2 | 14,8 |
| Наведите курсор мыши на аббревиатуры в заголовке таблицы, чтобы прочесть их расшифровку Статистика приведена с сайта sports-reference.com |         |        |       |    |    |      |      |      |      |     |     |     |     |      |

## Личная жизнь
Матурин имеет гаитянское происхождение. Его старшая сестра, Дженнифер, играла в баскетбол за Университет штата Северная Каролина.. Когда Матурину было 12 лет, его 15-летний брат погиб в велосипедной аварии. Он говорит на английском, французском, испанском и гаитянском креольском языках.